# Agapostemon aenigma
Agapostemon aenigma là một loài Hymenoptera trong họ Halictidae. Loài này được Roberts mô tả khoa học năm 1972.